# Gar-bicudo
O gar-bicudo (Lepisosteus osseus), também conhecido como gar-de-nariz-grande, é um peixe actinopterígeo na família Lepisosteidae. Pode ser distinguido das outras espécies de gar por seu focinho, que é mais do que o dobro do comprimento do resto de sua cabeça além de possuir um corpo mais longo, estreito e cilíndrico.
Eles normalmente habitam lagos de água doce, água salobra perto de áreas costeiras, pântanos e remansos lentos de rios e riachos. Eles podem respirar ar e água, o que lhes permite habitar ambientes aquáticos com baixo teor de oxigênio.
O gar-bicudo é encontrado ao longo da costa leste da América do Norte e Central, e varia tão a oeste nos Estados Unidos quanto Kansas, Texas e sul do Novo México. Ele é a única espécie da família Lepisosteidae encontradas no Novo México. Suas populações são estáveis e em algumas áreas abundantes no interior de sua área de distribuição.
O gar-bicudo foi descrito pela primeira vez por Carl Linnaeus (1758), que lhe deu o nome de Esox osseus . O nome genérico Esox, que significa lúcio, foi mais tarde alterado para Lepisosteus, o gênero dos gars. Lepisosteus osseus (Linnaeus, 1758), o nome científico do gar-bicudo, originado pela combinação de lepis, que é grego para escama, e osteos, a palavra latina para óssea. O último faz referência às escamas ganoides em formato romboidal, semelhantes a ossos, que protegem os gars contra a predação.

## Distribuição
Fósseis do gênero que datam de 100 milhões de anos atrás (Mya) foram encontrados na África, Ásia, Europa, América do Norte e América do Sul. Nos Estados Unidos, os fósseis das espécies modernas datam do Pleistoceno, onde foram descobertos na Formação Kingsdown no Condado de Meade, KS, e datam do Irvingtonian (1,8 - 0,3 Mya). Longnose gar são encontrados na América Central, Cuba, América do Norte e na Isla de la Juventud .
O gar-bicudo é freqüentemente encontrado em água doce na metade oriental dos Estados Unidos, mas já foram registrados exemplares em águas salobras próximas a áreas costeiras, com níveis de salinidade de até 31 ppt. Seus microhabitats consistem em áreas próximas a árvores derrubadas, afloramentos de pedra e vegetação.

## Ecologia
As presas mais comuns do gar-bicudo são pequenos peixes e, ocasionalmente, insetos e pequenos crustáceos. Ele se alimentam principalmente à noite.. Gars-bicudos adultos são considerados predadores de vértice em seu hábito aquático, e têm poucos predadores, que incluem humanos e no sul de sua distribuição o crocodilo americano . Eles são mais vulneráveis à predação quando são jovens e são predados por outros gars de tamanho maior, peixes maiores, aves de rapina, tartarugas-mordedoras e cobras-d'água.

## Historia de vida
O gar-bicudo tem uma vida útil típica de 15-20 anos, com uma idade máxima relatada de 39 anos. Esta longa vida útil permite que a fêmea amadureça sexualmente por volta dos 6 anos de idade. Os machos amadurecem sexualmente logo aos 2 anos de idade. O gar-bicudo é sexualmente dimórfico, sendo as fêmeas maiores do que os machos em comprimento do corpo, peso e comprimento das nadadeiras. Ele geralmente tem um tamanho de ninhada próximo a 30.000, dependendo da proporção peso-comprimento da fêmea; fêmeas maiores têm tamanhos de ninhadas maiores. Elas desovam em temperaturas próximas a 20 °C (68 °F) no final de abril ao início de julho. Os ovos têm um revestimento tico, adesivo para ajudá-los aderir a substratos, e eles são depositados sobre pedras em águas rasas, prateleiras rochosos, vegetação, ou ninhos de achigã-boca-pequena. Seu tempo de incubação é de 7 a 9 dias; os jovens gar permanecem na vegetação durante o primeiro verão de vida. o gar-bicudo alcança um comprimento típico de 71 a 122 cm, com um comprimento máximo de cerca de 1,8 m e 25 kg em peso.

## Gestão
Atualmente, nenhum manejo desta espécie está sendo conduzido, nem está listada federalmente como ameaçada, embora alguns estados tenham relatado como ameaçada ( Dakota do Sul, Delaware e Pensilvânia ). No início de 1900, os gars-bicudos eram considerados predadores destrutivos. Logo após esta caracterização, métodos de redução da população foram estabelecidos. O declínio de suas populações se deve à pesca excessiva, perda de habitat, represas, construção de estradas, poluição e outras destruições de sistemas aquáticos causadas pelo homem. Por causa de sua longa expectativa de vida e maior idade de maturidade sexual, os fatores que afetam sua reprodução são um problema para preservá-los. A sobrepesca é um grande problema para este peixe, especialmente quando o peixe não atinge a maturidade sexual devido à fêmea não atingir a maturidade sexual até cerca de 6 anos de idade.